# Microcentro (Buenos Aires)

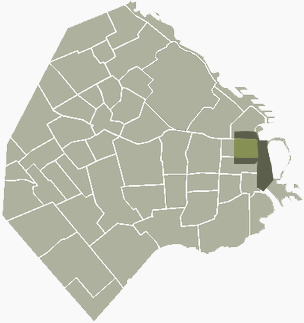
Ubicación aproximada del Microcentro (verde claro en sentido estricto).

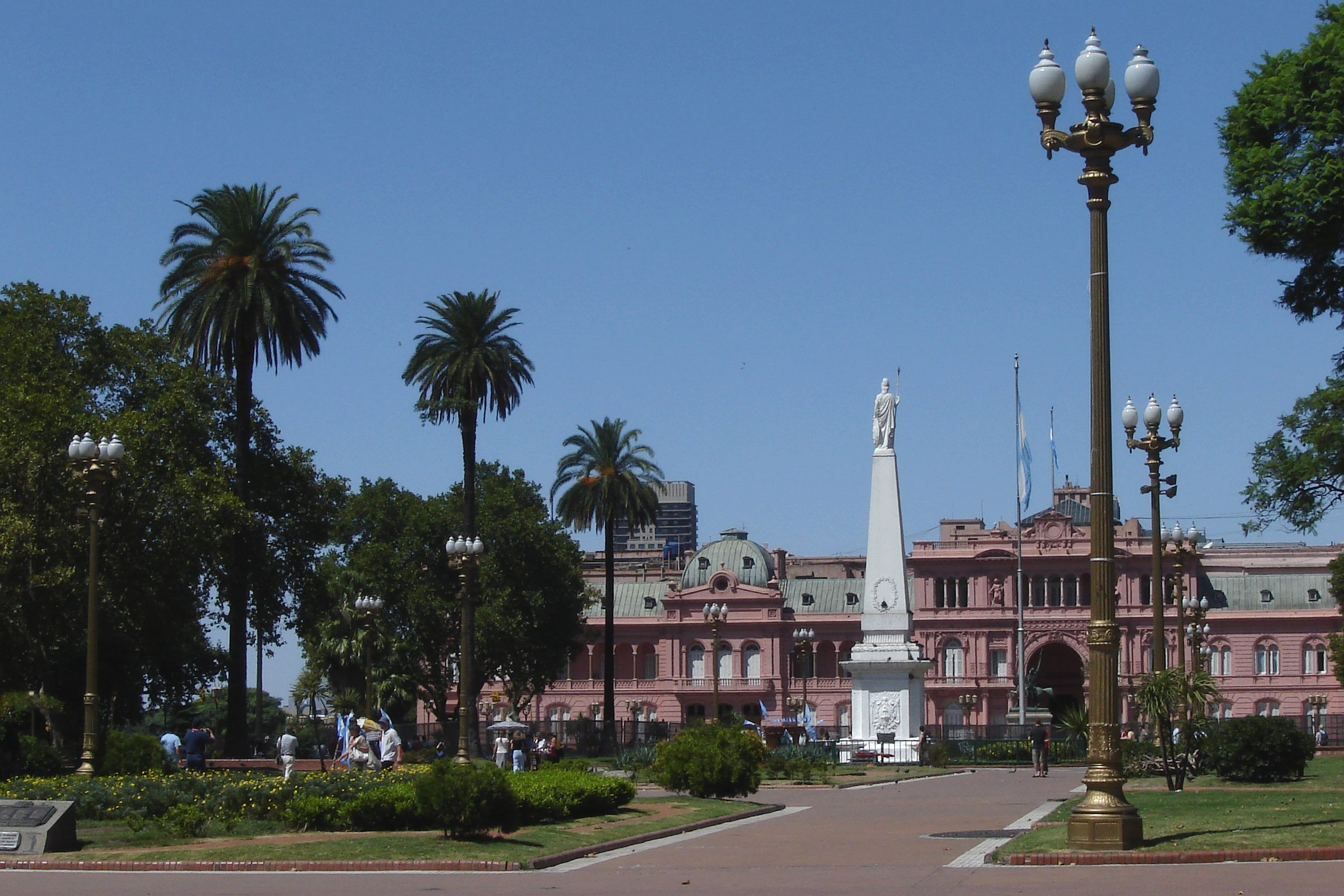
Vista de la plaza de Mayo

Se denomina informalmente Microcentro a una zona de la Ciudad de Buenos Aires, Argentina, caracterizada por la concentración de edificios administrativos y de oficinas, que coincide aproximadamente con el área alrededor del centro histórico de la plaza de Mayo. El Microcentro es un barrio no oficial de Buenos Aires, por lo tanto, no tiene límites establecidos; su ubicación se superpone aproximadamente con el barrio de San Nicolás y parte de los de Monserrat y Retiro.
La zona al norte de plaza de Mayo es un centro financiero conocido como La City, donde se ubican las casas matrices de los principales bancos de la Argentina y la Bolsa de Comercio.

## Ubicación del barrio
El Microcentro comprende un área de aproximadamente 60 manzanas cuyos límites son la Avenida Córdoba y la Avenida de Mayo (cortando estas en sentido norte-sur) y entre la Avenida 9 de julio, Avenida Leandro N. Alem y la Avenida de la Rábida (cortando estas últimas en sentido oeste-este).
El Microcentro posee aproximadamente un 90 % de su superficie dentro del barrio de San Nicolás y el restante dentro del barrio de Monserrat; en este último caso, solo se encuentra dentro un pequeño sector comprendido por el cuadrante de la Avenida de Mayo, la avenida 9 de Julio, la avenida Rivadavia y calle Balcarce.

## Historia y características del barrio

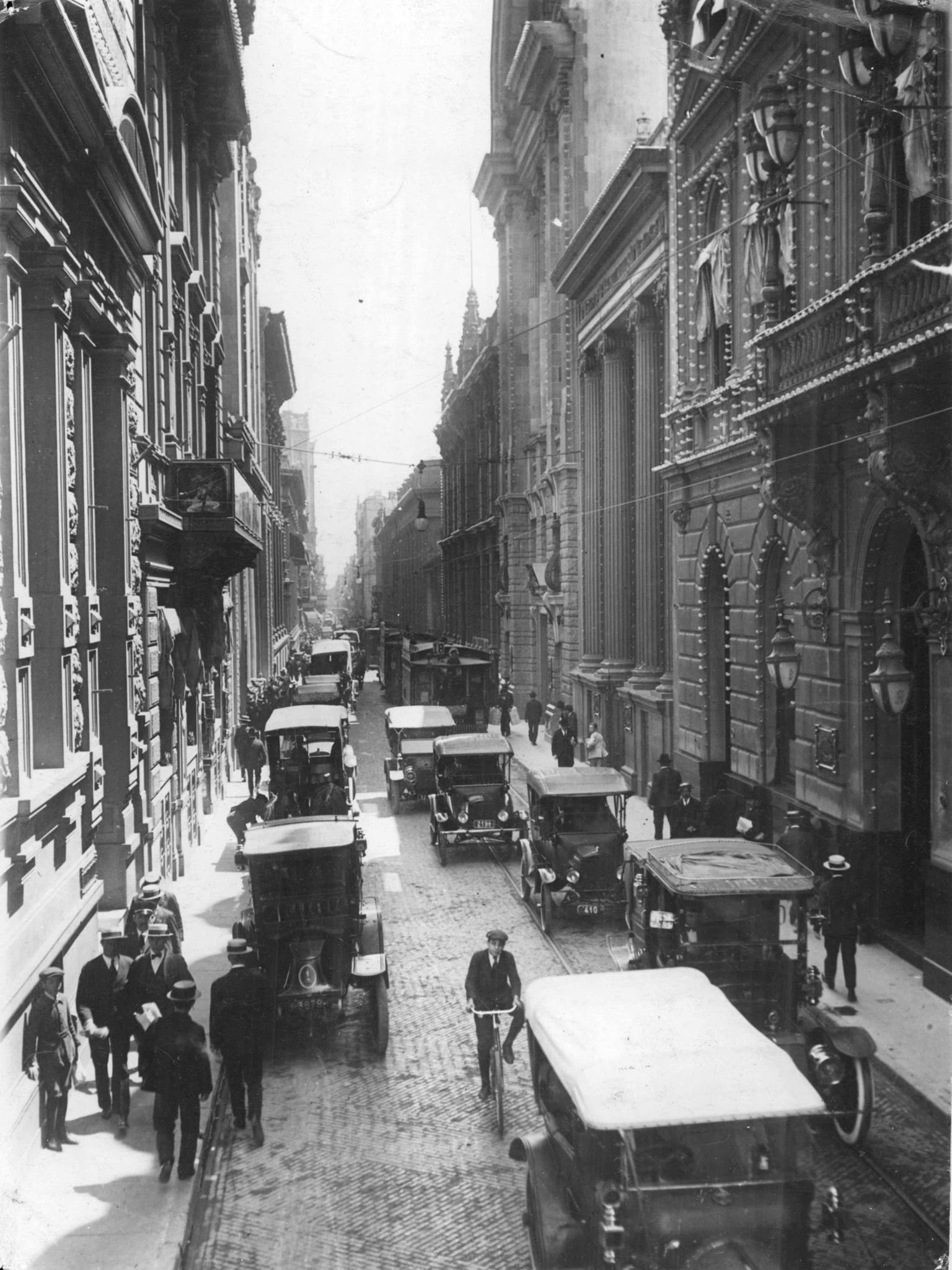
Calle Reconquista, vista desde calle Rivadavia hacia el norte, en 1910.

El barrio posee un gran volumen de empresas de servicios y bancos, se encuentra también la Bolsa de Comercio de Buenos Aires, edificios gubernamentales, etc. Todos los días cientos de miles de personas circulan por el microcentro porteño, donde se da una gran concentración de oficinas y empresas. 
En 1794 se fundó el Real Consulado en Buenos Aires, iniciándose la vinculación del comercio inglés con el barrio. La prosperidad mercantil de principios del siglo XIX atrajo un número importante de inmigrantes británicos, que fue asentándose en este barrio con sus residencias y casas de comercio. Así recibió el nombre de Barrio Inglés, además de la puesta en valor de decenas de edificios históricos. La actividad bancaria comienza alrededor de 1822 con la instalación del primer banco en Argentina en los salones de la mansión consular inglesa. El desarrollo de la actual City bancaria se produce a partir de 1854, al fundarse la Bolsa de Comercio en actual esquina de Presidente Perón y San Martín. Desde entonces, numerosas entidades fueron estableciéndose. La calle Florida se transformaría en 1801 en la primera empedrada de la ciudad, y con el paso de los años, se transformó en una calle residencial aristocrática, y más tarde en arteria comercial privilegiada, hasta que en 1969 fue reformada para ser una de las dos arterias peatonales del centro porteño. A partir de 1822, con la instalación del Banco de la Provincia de Buenos Aires en el sitio adonde antes había existido el Real Consulado comenzó la gestación de la actual city financiera, cuyos primeros bancos privados fueron el Banco de Londres, el Banco de Mauá y el Banco Carabassa, a mediados del siglo XIX. Dicha zona continuó consolidándose como área financiera de Buenos Aires.[cita requerida]

### SigloXXI
En los últimos años se ensancharon las veredas para que los peatones puedan circular con mayor comodidad y seguridad. Más de 85 cuadras se adaptaron con prioridad para el peatón y otras 71 fueron renovadas.
El sector presenta una gran concentración de oficinas. En los últimos años han cerrado varios negocios y locales comerciales, permaneciendo varios locales vacíos, sobre todo en las principales arterias peatonales como la calle Florida. La pandemia de COVID-19 dejó a la zona en crisis y desde el Gobierno de la Ciudad se han evaluado y tomado medidas para intentar revitalizar el Microcentro, en particular respecto a la cuestión de viviendas.

## Sitios de interés
- Plaza de Mayo
- Casa Rosada
- Catedral Metropolitana
- Cabildo

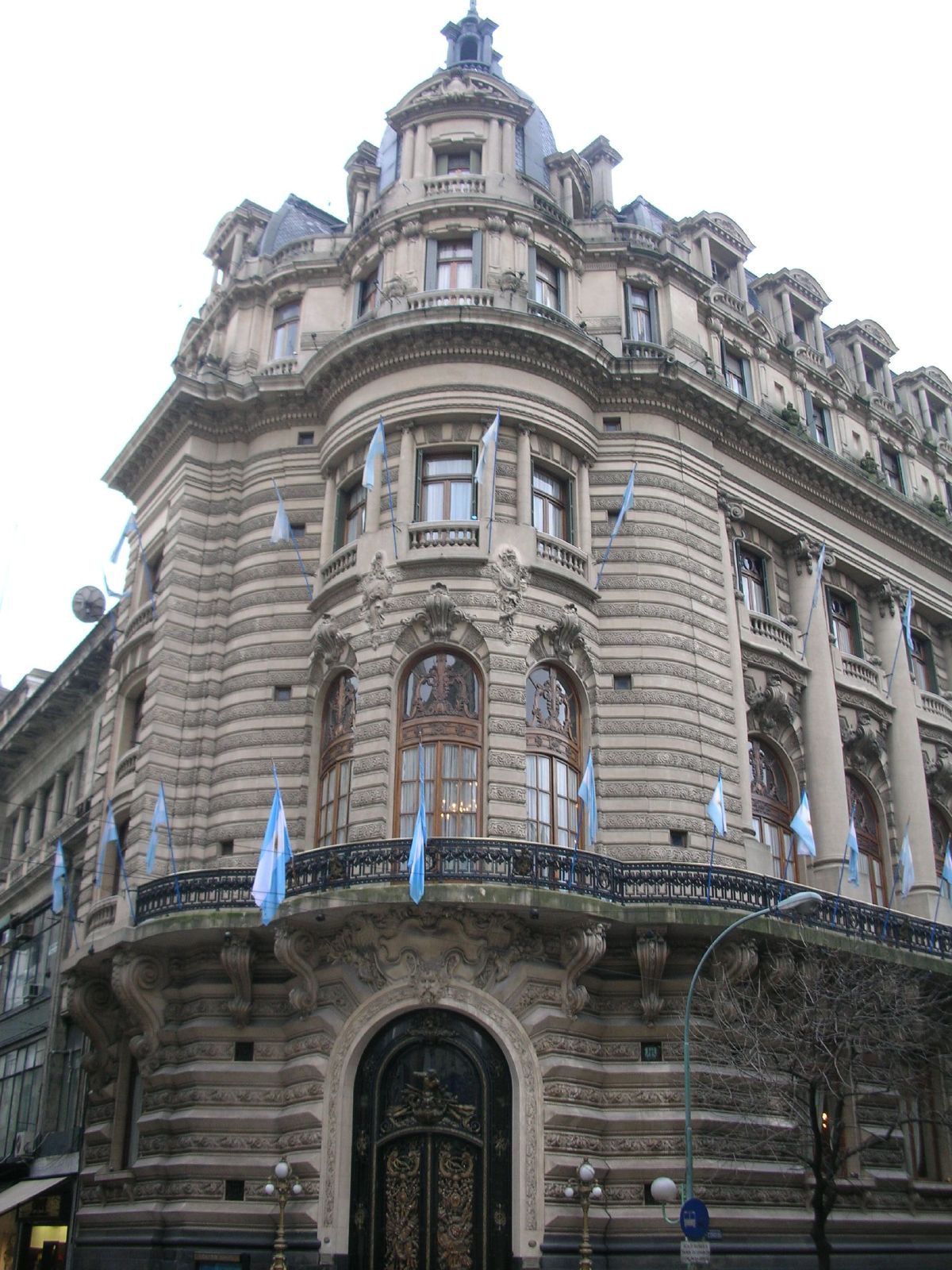
Centro Naval. Esquina de la avenida Córdoba con la calle Florida.

- Manzana de las Luces – Iglesia San Ignacio – Colegio Nacional Buenos Aires
- Librería de Ávila
- Casa de María Josefa Ezcurra
- Altos de Elorriaga
- Iglesia y Convento San Francisco
- Museo etnográfico Juan B. Ambrosetti
- Casa de la Defensa
- Basílica Nuestra Sra. del Rosario – Convento Santo Domingo
- Solar de Manuel Belgrano – Edificio Camer
- Casa de Santiago de Liniers
- Ex Casa de la Moneda
- Casa de José Hernández
- Ex Biblioteca Nacional - Centro Nacional de la Música

## La City

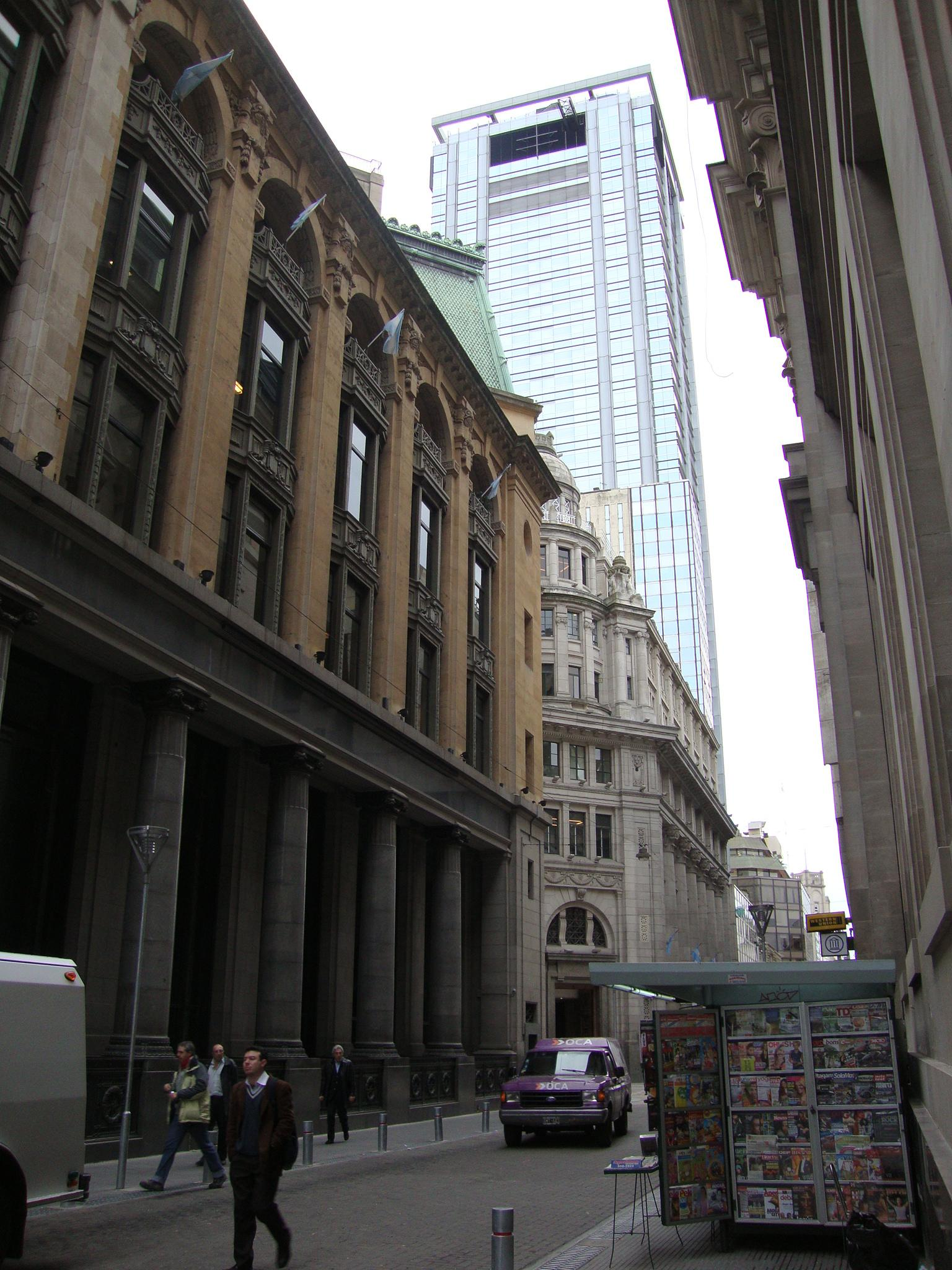
Calle Reconquista, eje del área financiera.

Respecto a uno de los nombres dados a este barrio no oficial, el de "La City” corresponde más exactamente a un sector aún más pequeño dentro del Microcentro, siendo este sub-barrio no oficial de unas 20 manzanas, comprendido aproximadamente entre las Av. Corrientes, Av. Alem, Av. Rivadavia, y Maipú, los límites no son exactos dado que es una denominación extraoficial; en la misma se concentran casi todas las casas matrices bancarias del país.

## Transporte del barrio
Existe una ordenanza municipal que prohíbe el acceso al Microcentro en coche en días laborables (salvo para los vecinos y personas autorizadas).

### Subte
En el Microcentro se hallan varias estaciones de subte de la red de Subte de Buenos Aires
| Línea - Plaza de Mayo - Perú - Piedras Línea - Leandro N. Alem - Florida - Carlos Pellegrini | Línea - Lavalle - Diagonal Norte Línea - Catedral - 9 de julio | Línea - Bolívar - Correo Central - Catalinas |

### Ómnibus
El Microcentro es recorrido por un gran número de líneas de ómnibus urbanos, sobre todo en los límites del mismo (Avenida 9 de julio y sobre la Avenida Leandro N. Alem).